# 1UP.com
1UP.com est un ancien site web traitant du jeu vidéo, lancé en 2003 et appartenant au groupe Ziff Davis. Ce dernier est aussi l'éditeur du magazine populaire vidéoludique Electronic Gaming Monthly.
En février 2013, le site annonce l'arrêt des mises à jour du site et une fermeture complète est prévue à un moment alors indéterminé. Cette fermeture est causée par une restructuration du réseau IGN.